# Desmarestia aculeata
Espèce
Desmarestia aculeata est une espèce d'algues brunes de la famille des Desmarestiaceae.

## Liste des variétés
Selon World Register of Marine Species (7 juin 2012) :
- forme Desmarestia aculeata f. subnervis (Ruprecht) A.Zinova, 1921
- variété Desmarestia aculeata var. media (C.Agardh) J.Agardh, 1846
- variété Desmarestia aculeata var. attenuata W.R.Taylor, 1937
- variété Desmarestia aculeata var. complanata (C.Agardh) Örsted, 1844